# Amtsgericht Ahaus

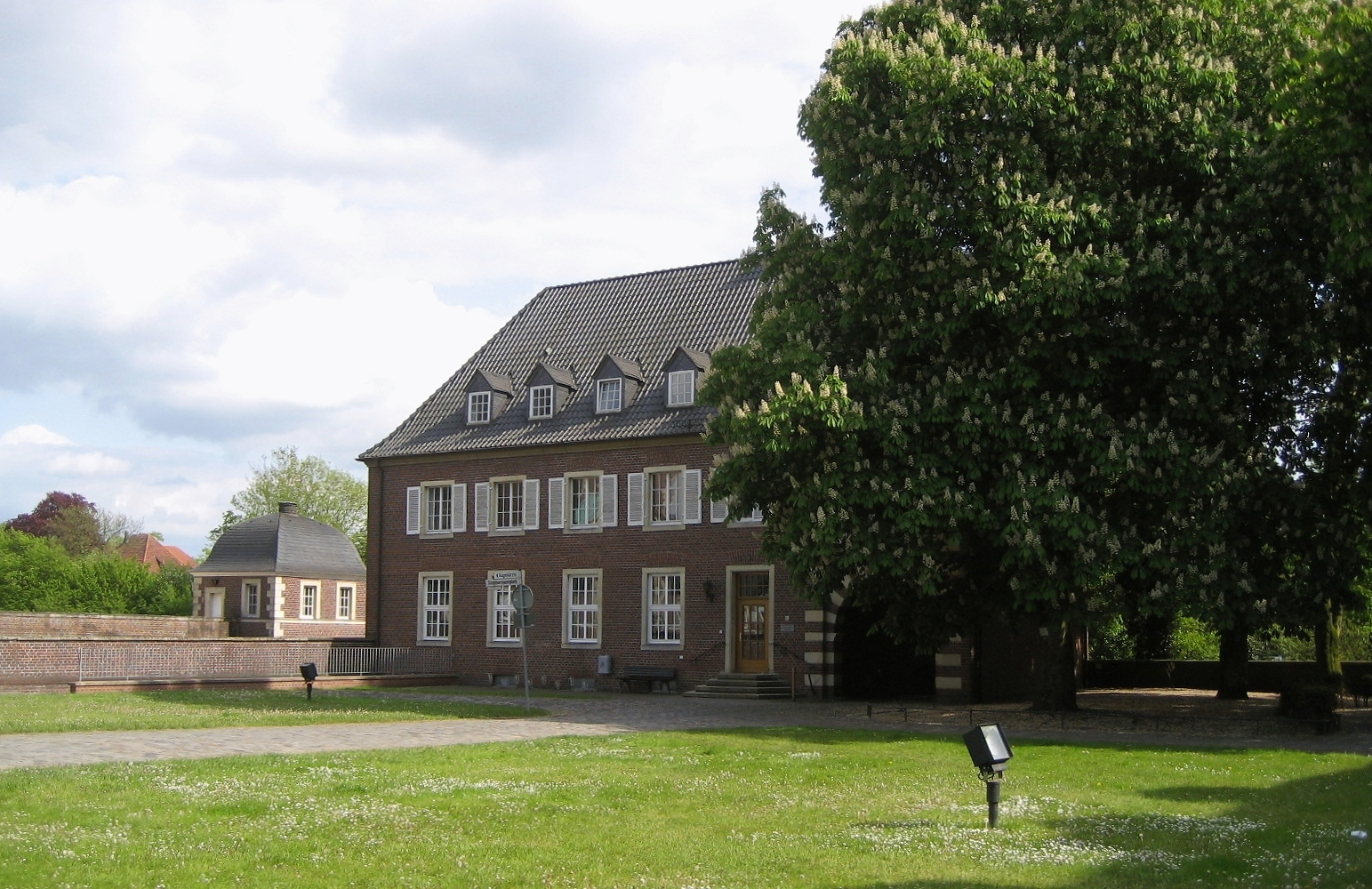
Amtsgericht Ahaus (Gebäude 2) in der Vorburg zum Wasserschloss Ahaus (2010)

Ahaus ist Sitz des Amtsgerichtes Ahaus, das für die Städte Ahaus, Stadtlohn und Vreden sowie für die Gemeinden Heek, Legden und Schöppingen im nördlichen Kreis Borken zuständig ist. In dem 560 km² großen Gerichtsbezirk leben rund 105.000 Menschen. Ferner ist das Amtsgericht Ahaus für die Landwirtschaftssachen der Amtsgerichtsbezirke Ahaus und Gronau zuständig. 
Das Arbeitsgericht Bocholt hält hier Gerichtstage ab.

## Übergeordnete Gerichte
Das dem Amtsgericht Ahaus übergeordnete Landgericht ist das Landgericht Münster, das wiederum dem Oberlandesgericht Hamm untersteht.

## Geschichte
In Ahaus bestand von 1849 bis 1879 das Kreisgericht Ahaus. Im Rahmen der Reichsjustizgesetze wurden 1879 reichsweit einheitlich Oberlandes-, Land- und Amtsgerichte gebildet. Das königlich preußische Amtsgericht Ahaus wurde mit Wirkung zum 1. Oktober 1879 als eines von 22 Amtsgerichten im Bezirk des Landgerichtes Münster im Bezirk des Oberlandesgericht Hamm gebildet. Der Sitz des Gerichtes war die Stadt Ahaus. Sein Gerichtsbezirk umfasste den Kreis Ahaus außer dem Teil, der dem Amtsgericht Verden zugeordnet war (dies waren die Stadtbezirke Stadtlohn und Vreden und die Ämter Ammeloe, Stadtlohn und Südlohn). Am Gericht bestanden 1880 zwei Richterstellen. Das Amtsgericht war damit ein mittelgroßes Amtsgericht im Landgerichtsbezirk. Gerichtstage wurden in Schöppingen gehalten.

## Richter
- Zurmühlen (1879–1897)
- Greiff (1879–1884)
- Scheele GehJR (1884–1921)
- Schwiete GJR (1897–1923)
- Mantell (1921–1923)
- von Plettenberg (1923–1927)
- Baule (1923–1950)
- Johanny (1940–1942)
- Arning (1939–1940)
- Brune seit 1950, seit 1955 OAR
- Tümmler seit 1954[3]